# 競輪場のバンクレコード
競輪場のバンクレコード（けいりんじょうのバンクレコード）は、競輪における各競輪場ごとのバンクレコードの一覧である。

## 定義
バンクレコードとは、残り半周（競輪場によって166m強から250mまで）のバックストレッチラインからゴールラインまでのラップタイムにおける最速記録のことであり、このラップタイムは競馬同様に「上がり（タイム）」と通称されている。競輪場は周回長（333.3・335・400・500m）、直線距離、バンクの軽重が場によって異なることから、バンクレコードは個別の競輪場ごとに記録される。
現在の記録は1着選手のバックストレッチラインからゴールまでのタイムを測った「個人上がり」となっているが、かつてはバックストレッチラインを最初の選手に通過した瞬間から1着選手のゴールまでを測る「レース上がり」を採用していた競輪場もあり、記録としての公平性に問題があったことから、1990年4月1日より全国の競輪場で「個人上がり」を記録とすることで統一された。
なお上がりタイムの最速記録であっても、競走における展開（スリップストリーム）の有利不利が働くことにより2着以下の選手のほうが速い記録を出すことがあるため、1着選手の記録のみバンクレコード更新の対象となっている。

## 日本
以下は、2025年4月21日時点の記録。なお、競輪とは使用する機材・ルールなど条件が異なるKEIRIN EVOLUTION、TIPSTAR DOME CHIBA（屋内板張り250mバンク）でのPIST6、ガールズケイリンによる記録は対象外。最新の情報はKEIRIN.JP（）を参照のこと。
※ 日付が古い順にソートする場合は、Dをクリックしてから、Yをクリック。
|     | 場         | 秒   | 記録者       | 年  | 日    | ギヤ | 主なタイ記録                                                                        | 従来の記録                                        |
|     |            |      |              | Y   | D     |      |                                                                                     |                                                   |
| --- | ---------- | ---- | ------------ | --- | ----- | ---- | ----------------------------------------------------------------------------------- | ------------------------------------------------- |
| ★   | 函館       | 10.6 | 脇本雄太     | 23. | 07.16 | 3.92 |                                                                                     | 10.7 嘉永泰斗/北津留翼                            |
| ★   | 青森       | 10.5 | ベイリー     | 04. | 04.18 | 3.57 |                                                                                     |                                                   |
| ★   | いわき平   | 10.5 | 山崎芳仁     | 10. | 09.04 | 4.00 | 坂井洋000 2022                                                                      | 10.6 吉岡稔真                                     |
| ★   | 弥彦       | 10.6 | 山崎芳仁     | 10. | 06.15 | 4.00 |                                                                                     | 10.7 鈴木誠/小橋正義                              |
| 335 | 前橋       | 08.8 | 中川誠一郎   | 14. | 09.13 | 4.17 | 脇本雄太00 2018                                                                     | 08.9 ペルビス                                     |
| ★   | 取手       | 10.7 | 吉岡稔真     | 98. | 06.20 |      | 山崎芳仁00 2009 阿部架惟都 2020 脇本雄太00 2024                                     |                                                   |
| 500 | 宇都宮     | 13.1 | 中川誠一郎   | 18. | 06.28 | 3.92 |                                                                                     | 13.2 児玉広志/エスクレド/パーキンス               |
| 500 | 大宮       | 12.8 | ブフリ       | 17. | 07.19 | 3.93 |                                                                                     | 13.2 阿部大樹                                     |
| ★   | 西武園     | 10.6 | 會田正一     | 96. | 04.29 |      | 泉文人 2015                                                                         |                                                   |
| ★   | 京王閣     | 10.4 | パーキンス   | 15. | 08.14 | 3.93 |                                                                                     | 10.7 山田裕仁/大塚健一郎/新田康仁/岡田征陽        |
| ★   | 立川       | 10.6 | 深谷知広     | 13. | 03.23 | 4.08 | 後閑信一00 2013 渡部幸訓00 2020 脇本雄太00 2022                                     | 10.9 遠澤健二/荒井崇博/佐藤友和                   |
| 333 | 松戸       | 09.0 | 中村浩士     | 08. | 08.13 | 3.60 | 福永大智00 2018 脇本雄太00 2022                                                     | 09.1 井上茂徳                                     |
| ★   | 川崎       | 10.5 | 脇本雄太     | 25. | 04.21 | 3.92 |                                                                                     | 10.6 原田研太朗/深谷知広/坂井洋                   |
| ★   | 平塚       | 10.4 | 荒井崇博     | 18. | 05.01 | 3.92 |                                                                                     | 10.5 吉岡稔真/山崎芳仁/深谷知広                   |
| 333 | 小田原     | 08.7 | ボティシャー | 14. | 07.15 | 3.79 |                                                                                     | 08.9 山田裕仁                                     |
| 333 | 伊東温泉   | 08.9 | 山田庸平     | 25. | 03.23 | 3.93 |                                                                                     | 09.0 新田祐大                                     |
| ★   | 静岡       | 10.8 | 佐藤仁       | 89. | 06.25 |      | 神山雄一郎 1999 サンダーランド 2012 和田健太郎 2016 高橋晋也00 2019 中野慎詞00 2022 |                                                   |
| ★   | 名古屋     | 10.4 | パーキンス   | 13. | 09.08 | 4.08 | 脇本雄太00 2020 渡邉一成00 2020                                                     | 10.6 金古将人/石丸寛之                            |
| ★   | 岐阜       | 10.7 | 伊勢崎彰大   | 04. | 08.14 | 3.62 | 郡司浩平00 2013 パーキンス0 2019 山口拳矢0 2021                                     |                                                   |
| ★   | 大垣       | 10.5 | ネイワンド   | 94. | 05.08 |      | 小泉俊也00 2012                                                                     |                                                   |
| ★   | 豊橋       | 10.5 | 金子貴志     | 13. | 07.21 | 4.33 |                                                                                     | 10.6 神山雄一郎                                   |
| 333 | 富山       | 08.8 | 山口拳矢     | 25. | 08.03 | 3.92 |                                                                                     | 8.9 小堺浩二                                      |
| ★   | 松阪       | 10.4 | 井上昌己     | 14. | 05.11 | 4.33 |                                                                                     | 10.6 新田祐大                                     |
| ★   | 四日市     | 10.5 | ボス         | 19. | 08.20 | 3.93 |                                                                                     | 10.6 前田拓也/園田匠/パーキンス                   |
| ★   | 福井       | 10.6 | 山口拳矢     | 20. | 11.19 | 3.92 | 松井宏佑00 2022                                                                     | 10.7 吉岡稔真/伏見俊昭/稲川翔/濱口高彰/和田真久留 |
| 333 | 奈良       | 08.9 | 太田海也     | 22. | 08.16 | 3.92 |                                                                                     | 9.0 平石光弘/北津留翼/川村晃司/太田海也           |
| ★   | 京都向日町 | 10.4 | 深谷知広     | 14. | 08.01 | 4.15 |                                                                                     | 10.7 旭健太郎                                     |
| ★   | 和歌山     | 10.6 | ペルビス     | 14. | 05.13 | 4.00 |                                                                                     | 10.8 守谷陽介                                     |
| ★   | 岸和田     | 10.3 | ペルビス     | 14. | 07.23 | 4.00 |                                                                                     | 10.6 坂本勉/鈴木謙太郎/中川誠一郎                 |
| ★   | 玉野       | 10.5 | 太田竜馬     | 16. | 08.14 | 3.77 |                                                                                     | 10.7 松田治之                                     |
| ★   | 広島       | 10.8 | 石橋慎太郎   | 08. | 06.13 | 3.69 | 松谷秀幸00 2013 新山将史00 2016                                                     | 10.9 濱口高彰                                     |
| 333 | 防府       | 08.8 | 新田祐大     | 15. | 04.27 | 3.92 | パーキンス0 2017 グレーツァー 2018 ボス000 2018                                     | 09.0 市田佳寿浩/戸田康平/和田真久留               |
| ★   | 高松       | 10.6 | 高城信雄     | 00. | 07.27 | 3.57 |                                                                                     | 10.7 滝澤正光                                     |
| ★   | 小松島     | 10.5 | 吉村和之     | 04. | 07.05 | 3.64 | 原田研太朗 2020                                                                     |                                                   |
| 500 | 高知       | 13.1 | 島川将貴     | 21. | 07.31 | 3.92 |                                                                                     | 13.2 佐々木則幸                                   |
| ★   | 松山       | 10.5 | ペルビス     | 13. | 05.15 | 4.00 |                                                                                     | 10.8 海老根恵太/深谷知広                          |
| ★   | 小倉       | 10.5 | エスクレド   | 06. | 07.06 | 3.79 | 渡邉一成00 2012                                                                     | 10.7 中塚記生                                     |
| ★   | 久留米     | 10.4 | グレーツァー | 19. | 05.22 | 3.93 | 眞杉匠000 2021                                                                      | 10.7 友定祐己                                     |
| ★   | 武雄       | 10.6 | 寺崎浩平     | 25. | 04.13 | 3.92 |                                                                                     | 10.7 ボス/パーキンス/脇本雄太                     |
| ★   | 佐世保     | 10.6 | 中川誠一郎   | 22. | 07.24 | 3.92 |                                                                                     | 10.7 中川誠一郎                                   |
| ★   | 別府       | 10.5 | ボス         | 19. | 09.19 | 3.93 |                                                                                     | 10.7 金子貴志/深谷知広                            |
| 500 | 熊本       | 13.4 | 佐藤友和     | 12. | 10.16 | 4.17 |                                                                                     | 13.5 石丸寛之/パーキンス                          |
| ★   | 熊本       | 10.7 | 嘉永泰斗     | 24. | 07.21 |      |                                                                                     |                                                   |

## 日本（廃止）
競輪の開催が無くなった旧千葉も含む。
|     | 場         | 秒   | 記録者     | 記録日     | ギヤ | 主なタイ記録    | 従来の記録 |
| --- | ---------- | ---- | ---------- | ---------- | ---- | --------------- | ---------- |
| 500 | 千葉       | 13.4 | 滝澤正光   | 1998.09.02 |      | 佐藤友和00 2011 |            |
| ★   | 花月園     | 10.6 | 合志正臣00 | 2006.09.04 | 3.57 |                 |            |
| ★   | 一宮       | 10.8 | 北川智博   | 1994.11.11 |      | 内村豪0000 2000 |            |
| 500 | 大津びわこ | 13.1 | 岡部芳幸   | 2003.06.02 | 3.64 |                 |            |
| ★   | 甲子園     | 10.6 | 菅田順和   | 1986.07.20 |      |                 |            |
| 333 | 西宮       | 09.0 | 安藤功     | 1989.10.01 |      |                 |            |
| ★   | 観音寺     | 10.8 | 廣川貞治   | 1994.06.18 |      |                 |            |
| 500 | 門司       | 13.4 | 井上昌己   | 2001.09.09 | 3.50 |                 |            |

## 関連情報
- バンクレコードを更新した選手に対して当日、主催者（開催執務委員長）から敢闘賞が与えられることがある[42]。平成20年度の場合、記録賞や優秀選手賞と同様に金額の範囲が定められ、敢闘賞は「2万3000円以内」となっていた[+ 12]。2013年のフランソワ・ペルビス（前橋）には1万円が[+ 13]、2014年のボティシャー（小田原）には2万3000円が[+ 7]支給された。
タイ記録でも敢闘賞が贈られることがあり、2015年と2017年の深谷知広（川崎）には1万5000円が支給された[+ 14][+ 15]ほか、金額は不明だが2022年の中野慎詞にも「敢斗賞」名目で支給されている[+ 16]。
- 元選手で競輪評論家の山口国男は、従来60km/h程度だった競輪における最高速度は、近年の競走の「大ギヤ化」によって5km/hほど上がっていると指摘している[+ 17]。かつて吉岡稔真が各所でバンクレコードをたたき出していた頃（軽い「ギヤ倍数[注 5]」で同じ速度を出すにはペダルの高回転が必要）とは、状況が異なる。大ギヤ化で落車事故も増えたといわれるが、「大ギヤでかつクランクが長くなった場合、かかる力が大きくなり、少し接触しただけでも大きくはじかれて転びやすくなる」という、ある選手の意見もある[+ 18]。
- さらに現役トップ選手（2013年当時）の後閑信一によると75km/h[注 6]とも。スピードを追求するためにプロテクターを着けずに競走に臨む選手も多いといい、落車時の危険性を懸念する声もある[+ 19]。
- 2010年以降に更新されたバンクレコードは、友定祐己（久留米＝当時 3.69）とボティシャー（小田原 3.79）を除き、すべて「4.00以上」のギヤ倍数によるものだった（2014年末まで）。
2014年12月31日を節の初日とする開催からの競走は、ギヤ倍数を「4.00未満」（すなわち前55/後14の3.93が最大）とすることが、JKA「第1回運営調整部会」で同年4月22日に決まった[+ 20]。
その後は、太田竜馬（玉野 3.77）を除き、3.92か3.93での更新となっている。
- 企画レースであるKEIRIN EVOLUTIONでは、自転車は通常の競走で使用するスチール製フレームではなくカーボン製フレームを用いるため、バンクレコードの対象外となっている[+ 21]。なお、参考に400mバンクにおいては、テオ・ボスが10秒1（福井・2017年7月25日）[+ 22][+ 23]を、脇本雄太が10秒2（豊橋・2016年8月28日）[+ 24][+ 25]を、それぞれ出している。
- 同様に、旧千葉競輪場跡地に建つTIPSTAR DOME CHIBAで行われているPIST6においても、KEIRIN EVOLUTIONと同じくカーボン製フレームを用いるため、バンクレコードの対象外である。
- 競輪の上がりタイムは気温と直接関連性がある。気温が高いほど上がりタイムが速くなる。冬季の12月〜2月に記録されたバンクレコードは全場で一つも無いことから明らかである。
- ガールズケイリンにおいては、非公認ではあるが、400mバンクでは高木真備が2021年2月2日に名古屋FI2日目第7レースで、児玉碧衣が同年8月12日にガールズケイリンコレクションいわき平ステージ・ガールズドリームレース（3日目第11レース）で、それぞれ記録した11秒3が、また333m・335mバンクでは太田りゆが記録した9秒7が、それぞれ日本人最高となっている[+ 26][+ 27][+ 28]。